# Đảo Al Khor
Đảo Al Khor (tiếng Ả Rập: جزيرة الخور), còn được gọi là Jazirat bin Ghanim và Đảo Tím , là một đảo nằm ở đô thị Al Khor trên bờ biển phía đông bắc của Qatar.